# Marga Jaya (Padang Jaya)
Marga Jaya is een bestuurslaag in het regentschap Bengkulu Utara van de provincie Bengkulu, Indonesië. Marga Jaya telt 1004 inwoners (volkstelling 2010).